# José Carlos de Lima Vaz
José Carlos de Lima Vaz SJ (* 26. August 1928 in Ouro Preto, Brasilien; † 9. Juli 2008 in Pouso Alegre, Brasilien) war ein brasilianischer Ordensgeistlicher und römisch-katholischer Bischof von Petrópolis.

## Leben
José Carlos de Lima Vaz trat 1946 der Ordensgemeinschaft der Jesuiten bei und studierte von 1954 bis 1958 Katholische Theologie an der spanischen Päpstlichen Universität Comillas. Von 1949 bis 1951 studierte er Philosophie am Colégio Anchieta und der Päpstlichen Fakultät für Philosophie in Nova Friburgo. Am 15. Juli 1957 empfing er die Priesterweihe. 1960 bis 1962 erwarb er einen Abschluss in Chemie an der Universität von São Paulo.
Er war zunächst in der Lehrerausbildung in Sao Paulo tätig, anschließend Direktor der Technischen Schule für Elektronik in Santa Rita do Sapuca und Rektor der Katholischen Universität in Goiania Goias, danach Vize-Rektor der Päpstlichen Katholischen Universität von Rio de Janeiro. Zudem war er Direktor der Casa de Anchieta Cultural Center in Sao Paulo.
Am 12. Dezember 1986 wurde er von Papst Johannes Paul II. zum Titularbischof von Ausuccura ernannt und zum Weihbischof im Erzbistum São Sebastião do Rio de Janeiro bestellt. Die Bischofsweihe spendete ihm der Erzbischof von Rio de Janeiro, Eugênio de Araújo Sales, am 7. März 1987; Mitkonsekratoren waren Serafím Fernandes de Araújo, Erzbischof von Belo Horizonte und späterer Kardinal, und Antônio Ribeiro de Oliveira, Erzbischof von Goiânia. Am 15. November 1995 wurde er zum Bischof von Petrópolis ernannt und trat das Amt am 13. Januar 1996 an. Sein Wahlspruch lautete Ipse pax nostra.
Am 12. Mai 2004 gab Johannes Paul II. seinem Rücktrittsgesuch statt.
Er war der Bruder des Jesuiten und bekannten brasilianischen Philosophen Henrique Cláudio de Lima Vaz.

## Schriften
- Configuração eletrônica do Átomo, Física dos semi-condutores. A Universidade Católica do Brasil. Ed. Loyola, São Paulo 1968.
- A universidade católica no Brasil. Pesquisa sobre a identidade, a situação atual e as perspectivas da universidade católica no Brasil. Loyola, São Paulo/Rio de Janeiro 1983.
- O Apostolado da Oração. FEI 1986.
- Crônica da Igreja e do Mundo. Ed. Loyola, São Paulo 1989.
- A Igreja e o Mundo. Forense, Rio de Janeiro 1990.
- As Congregações Marianas do Brasil. Ed. Loyola, São Paulo 1992 (5. Auflage).
- Cronicas da Igreja e da cidade. Loyola, São Paulo 1995, ISBN 85-15-01162-X (Neuauflage 2008).
- Seguindo o Espirit. Mensagens e estudos para a Renovação Carismatica Catolica. Louva-a-Deus, Rio de Janeiro 1995, ISBN 85-337-0123-3.
- O louvor a Maria. Comentários sobre as inovações da Ladainha de Nossa Senhora. Loyola, São Paulo 2005, ISBN 85-15-03155-8.
- Santos. Vida e fé. Vozes, Petrópolis, RJ 2008, ISBN 978-85-326-3672-0.